# Městské muzeum Žamberk
Městské muzeum Žamberk je v současné době organizační složkou města Žamberka a významnou součástí jeho kulturně osvětové činnosti. Stálá expozice je zaměřena na historii Žamberka a jeho významné rodáky a osobnosti, lidové a umělecké řemesla na Žambersku. V muzeu je umístěna Erxlebenova novogotická lékárna, Jedličkův mechanický betlém a loutkové divadlo.

## Historický vývoj

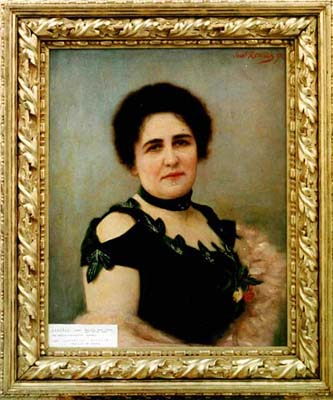
Kateřina Thomová, sestra Eduarda Alberta, spoluzakladatelka muzea

Muzeum bylo založeno v roce 1911, ale již dlouho předtím bylo usilováno o vytvoření muzea v Žamberku. Nejvýznamnějším impulzem pro zřízení muzea v Žamberku byla účast na Národopisné výstavě českoslovanské v Praze. Národopisnou výstavou v Praze byl okouzlen žamberský rodák prof. dr. Eduard Albert natolik, že si po jejím zhlédnutí vyjednal audienci u Františka Josefa I., aby mu mohl výstavu doporučit. Byl rozhodnut udělat ve svém rodišti vše proto, aby prosadil myšlenku zřízení muzea. Po úspěchu na Národopisné výstavě v Praze se obec začala ucházet o členství ve Společnosti přátel muzea Království českého a došlo k rozhodnutí o realizaci muzea jako vyvrcholení touhy zachovat pro další generace památky typické pro zdejší region. 20. října 1910 podal žamberské obecní komisi dámský odbor Národní jednoty severočeské žádost o zřízení muzea obecní radě města Žamberka. Kladné přijetí této žádosti mělo rozhodující význam pro jeho zřízení. O založení a rozvoj muzea se v té době zasloužili starosta Valdemar Mazura a členové Kateřina Thomová, V. Čihák a J. Dytrt. 20. září 1911 Byl zapsán první exponát a sbírky nově zřízeného muzea byly umístěny v budově radnice. Činnost muzea řídilo kuratorium. Předsedou byl jmenován Valdemar Mazura, jednatelem okresní tajemník JUC. Miloslav Šíma a členy ředitel chlapeckých škol Václav Čihák, učitel Josef Dytrt a literátka Kateřina Thomová. Toto období bychom mohli nazvat obdobím prvního rozmachu s velmi intenzivním rozšiřováním sbírek. Prvním dobrovolným správcem muzea byl jmenován JUC. Miloslav Šíma, který spolupracoval s Osvětovou komorou. Roku 1931 byl péčí o sbírky pověřen Jiří Mazura. Restaurováno bylo za posledních patnáct let více než 1.100 předmětů. Sbírkový fond je neustále rozšiřován. V současné době muzeum spravuje téměř 18.000 předmětů a plní všechny funkce odborné instituce, kdy vytváří také zázemí pro badatelskou činnost.

### V datech
- 1911 – První sbírky byly umístěny v budově radnice.
- 14. července 1940 – 15. srpna 1940 – V průběhu druhé světové války, kdy kulturní život v mnoha městech ustával, byla v Žamberku v budově živnostenských škol v Nádražní ulici uspořádána velkolepě pojatá výstava Ikonografie Žamberska. Jejími organizátory byli členové muzejního kuratoria. Výstava prezentovala více než 500 děl a 100 autorů. Katalog výstavy s životopisnými daty a soupisem děl zpracoval Dr. Emanuel Poche. Patronaci nad výstavou převzal protektorátní ministr vnitra generál Josef Ježek a v čestném představenstvu figurovala jména PhDr. Josef Cibulka, univerzitní profesor a ředitel Národní galerie v Praze, členové prof. Zdeněk Wirth, starosta města Valdemar Mazura a komerční rada Edmund Kirsch. Výbor výstavy tehdy věnoval muzeu soubor fotografií barokních památek Antonína Balcara a také petrografickou a geologickou sbírku Františka Holého.
- 1941 – Jaroslav Helfert podal návrh na založení spolku, který by nahradil zastaralé kuratorium.
- Leden 1941 – Spolupracovníci muzea se podíleli na uspořádání výstavy ke 100. výročí narození prof. E. Alberta a poskytli cenné informace autorovi obsáhlé monografie profesoru Arnoldu Jiráskovi.
- 12. září 1941 – Vznikl spolek, který měl ve svém názvu jméno slavného rodáka – Muzejní spolek prof. dr. Eduarda Alberta. Byly vypracovány stanovy a zaslány ke schválení Zemskému úřadu v Praze. Měl tehdy na 80 členů, mezi nimi i významné osobnosti z oblasti vědy a kultury. Členství přijal profesor Arnold Jirásek, MUDr. Bohuslav Albert ze Zlína, prof. J. Simon z Hradce Králové a spisovatel Dominik Filip z Prahy. Předsedou byl zvolen Valdemar Mazura a členy výboru byli – paní učitelka Marie Habrová, Antonie Mazurová, Čeněk Beran, František Holý, Jaroslav Charfreitág, Josef Jandík, Edmund Kirsch a František Lesák. Zanedlouho po svém vzniku se Spolek prof. dr. Eduarda Alberta stal členem Národopisné společnosti v Praze a Svazu českých muzeí.
- 1942 – Byl pověřen péčí o sbírky štábní kapitán ve výslužbě Alexandr Vlk a Stanislav Seifert.
- 1947 – Muzeum získalo do sbírkových fondů vzácný soubor barokních plastik patronů České země.
- 1948 – Ustává činnost muzejního spolku a správu přebírá MěstNV.
- 1950 – Byla vytvořena expozice v žamberském zámku a část fondu byla deponována do prostor špýcharu bývalého pivovaru.
- Počátek 60. let – Sbírkové fondy byly obohaceny o konfiskáty z majetku Parishů a o církevní památky rušených nebo chátrajících církevních objektů.
- 12. září 1965 – V roubené chalupě na okraji Žamberka byla otevřena stálá expozice domku Václava Prokopa Diviše. a vztyčena maketa zemněného bleskosvodu. Více než 35 let vykonávali V domku Prokopa Diviše průvodcovské služby manželé Anna a Václav Stejskalovi.
- 1967 – Pro muzeum a jeho sbírky začalo vůbec nejtěžší období. Hrozilo jeho totální zrušení. Sbírky musely být ze zámku odvezeny, byly uloženy do beden a převezeny do areálu kasáren. Tím přestalo muzeum fakticky pro veřejnost existovat.
- 1974 – Byla ukončena adaptace budovy Kateřinského špitálu.
- 1975 – Dokončena adaptace budovy Kateřinského špitálu a vytvořena nová stálá expozice, na jejímž vzniku se podílel tým dobrovolných spolupracovníků. Spolu s Jiřím Mergancem se o instalaci zasloužili Marie Bakešová, Jiří Mazura, Marie Habrová, František a Vlasta Pírkovi. Cennými zkušenosti přispěla odborná pracovnice Náprstkova muzea v Praze PhDr. Věra Kubíčková – Stivínová, autorka publikace 70 let Městského muzea v Žamberku.
- 1975 – 1993 – Tematické výstavy externě zabezpečoval pro muzeum Jiří Merganc. Sbírky fotoarchivu postupně určoval Jiří Mazura. Jako správce sbírek pracovala paní Miroslava Habrová. Průvodcovské služby zabezpečovala Irma Kotyzová, později Hana Chvátilová a Eva Petříková.
- 1977 – Muzeum získalo půvabnou Erxlebenovu novogotickou lékárnu.
- 3. května 1982 – správu sbírek převzala Marie Bakešová.
- 1987 – Byl vytvořen statut Městského muzea Žamberk s detašovaným pracovištěm, domkem Prokopa Diviše, jako příspěvkové organizace Městského národního výboru Žamberk s právní subjektivitou. Vedoucí a později ředitelkou muzea se stala paní Jelica Štefková.
- 1993 – Funkci ředitelky převzala Mgr. Marie Otavová. V současné době má žamberské muzeum tři stálé odborné pracovníky – PhDr. Marii Otavovou, Vladimíru Šulcovou a Petra Kalouse.
- 1996 – Muzeum získalo nábytek z dílny Josefa Rouse a plastiky akademického sochaře Františka Rouse.
- 1999 – Byla otevřena expozice Život židovské komunity v Žamberku a o rok později expozice Eduard Albert ve službách života.
- 2002 – Byly zpřístupněny expozice řezbářsko–sochařské dílny rodiny Rousů, hudební salon J. F. Mazury, Mazurova vinárna a expozice I. a II. světové války.
- 1. července 2010 vzniklo (rozhodnutím rady města a procesem transformace organizační složky města) Městské muzeum Žamberk jako příspěvková organizace města Žamberk s právní subjektivitou.[1]
- 2013 – Funkci ředitelky muzea vykonávala Mgr. Lucie Raliková. Kurátory sbírkových a mobiliárních fondů byli: Vladimíra Šulcová a Mgr. Lukáš Mazúch.[1]
- 2014 – Ve výstavní místnosti muzea se uskutečnilo 6 krátkodobých výstav; v muzeu proběhlo 8 přednášek a muzeum navštívilo více než 3.500 návštěvníků.[2]
- 2020 – Ředitelem muzea byl Mgr. Petr Hažmuka. Domek Prokopa Diviše navštívilo 600 návštěvníků. Muzeum uspořádalo 4 tematické výstavy včetně říjnové výstavy nazvané Operace Barium, která byla zapůjčena od Československé obce legionářské Jednoty Hradec Králové.[3]
- 2021 – Muzeum hospodařilo s celkovým rozpočtem 2,5 milionu korun; uspořádalo 4  tematické výstavy (jeho provoz byl ovlivněn vládními opatření související s nemocí covid-19) včetně výstavy nazvané „110 let Městského muzea Žamberk“.[4]
- 2023 – Dne 21. června 2023 odvolala rada města Žamberk Mgr. Petra Hažmuku z pozice ředitele Městského muzea Žamberk po osmi letech práce ve funkci s odůvodněním nezvládnutí inventarizace sbírek. Rada ocenila zajištění restaurátorských prací na domku Prokopa Diviše a bezproblémový chod mnoha výstav a besed.[5]
- 2025 – Ředitelem Městského muzea Žamberk je Mgr. Jindřich Žák.[6]

## Budova
V současné době je Městské muzeum umístěno v památkově chráněné empírové budově Kateřinského špitálu, nedaleko významné dominanty města kostela svatého Václava. Během své historie prošlo žamberské muzeum několika vývojovými etapami.

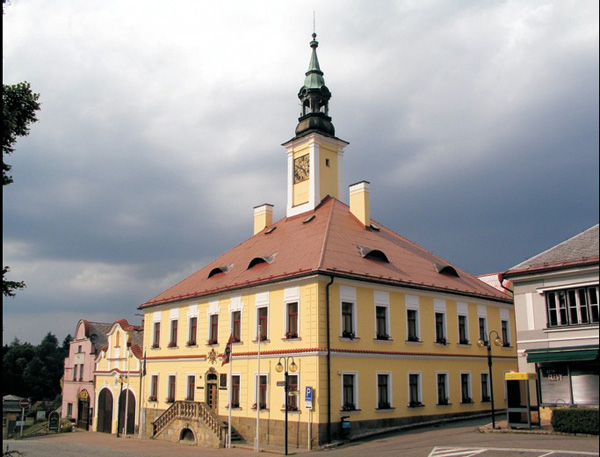
Budova radnice
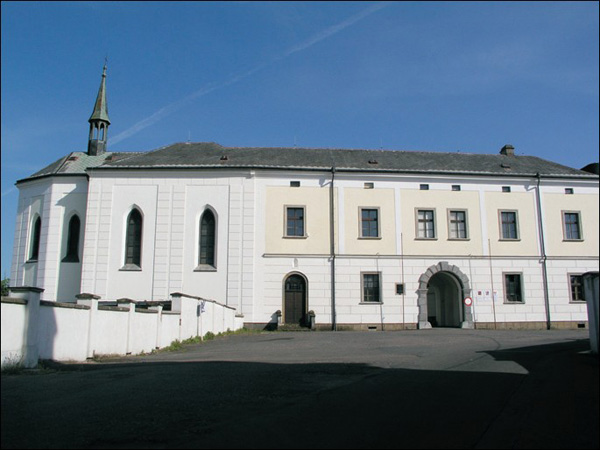
Budova žamberského zámku
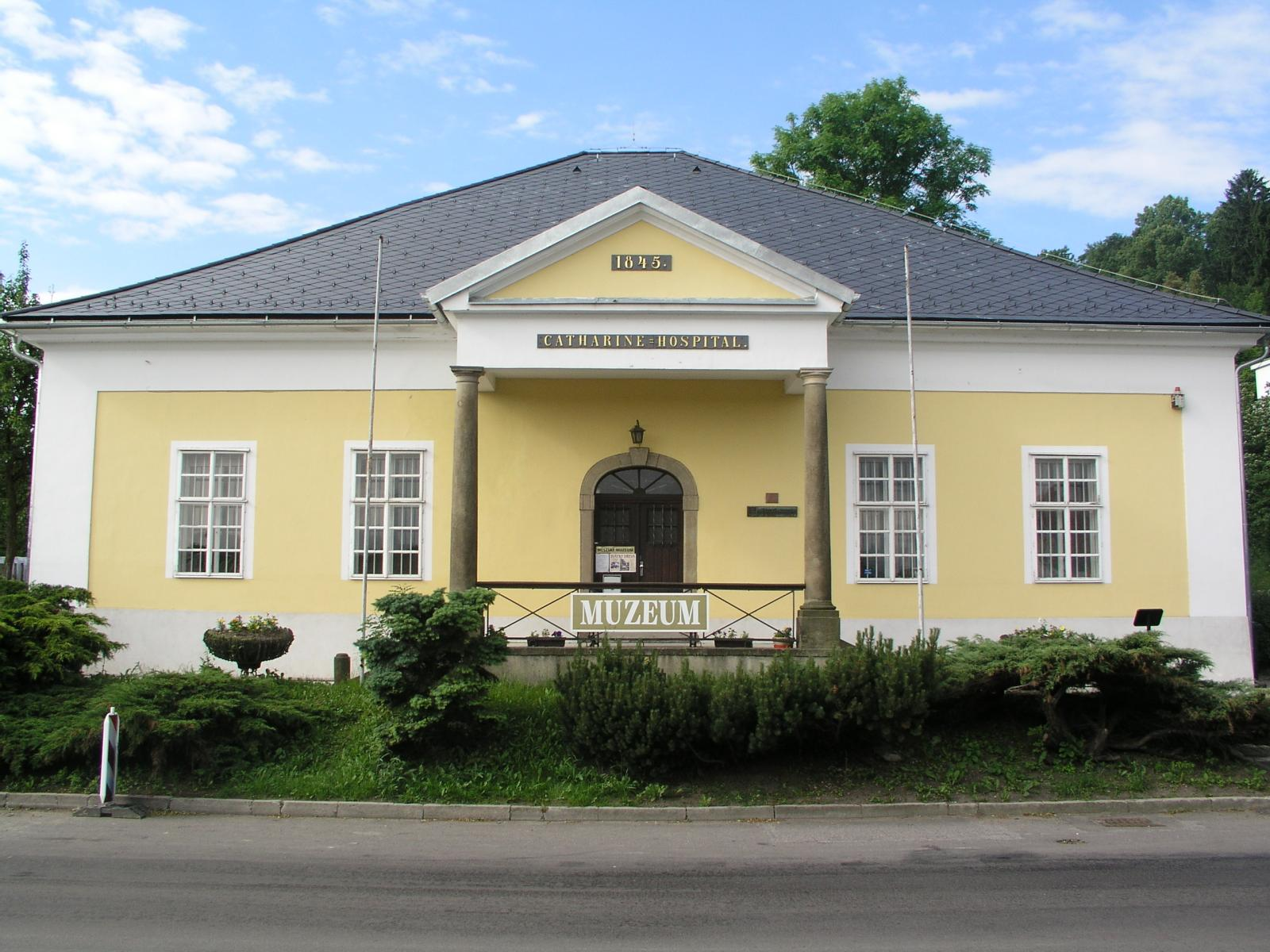
Empírová budova Kateřínského špitálu

## Expozice
Kromě sbírek v budově Kateřinského špitálu spadá pod muzeum také expozice v údajně rodném domku Prokopa Diviše na okraji Žamberka.

## Sbírkové fondy muzea

### Historicko-umělecké sbírky

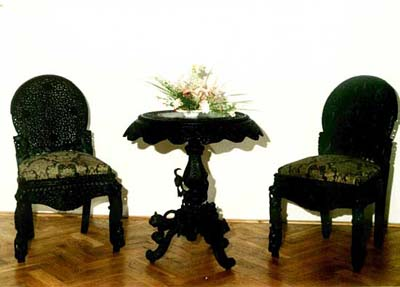
Souprava nábytku
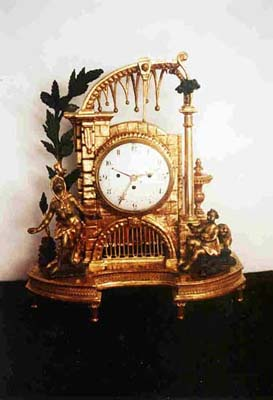
Klasicistní altánové hodiny

Historický fond žamberského muzea zahrnuje celou řadu sbírkových souborů a věcných skupin předmětů regionálního i jiného původu. K nejcennějším náleží sbírky k dějinám cechů a řemesel, dále cínu, nábytku i orlickohorského skla. Exponáty pocházejí převážně z období klasicismu, biedermaieru, druhého rokoka i secese.
Ve sbírce předmětů dokladujících působnost různých cechů a řemesel nacházíme cechovní znaky, truhlice, náčiní i mistrovské výrobky. Cínové předměty jsou zastoupeny jak pro církevní, tak i světské účely. Vedle kropenek, svícnů, oleárií, konviček na mešní víno, lamp na věčné světlo, jsou zde také nahřívací mísy, talíře, teriny, slánky a cukřenky.
Dále fond zahrnuje kolekci hodin, militárií, mincí a papírových peněz, hudebních nástrojů a hracích strojků. Ve sbírce hodin jsou zastoupeny hodiny astronomické, kapesní, stolní, věžové, obrazové, konzolové i selské, a to od nejrůznějších firem a zhotovitelů. Ke skvostům sbírek patří Koskovy hodiny na měření přesného času.
Sbírka militárií je tvořena zbraněmi palnými i chladnými, mnohé z nich jsou dokladem řemeslně dokonalé práce. Palné zbraně jsou zastoupeny perkusními a křesadlovými puškami, pistolemi a terčovnicemi, z chladných zbraní to jsou zejména šavle, tesáky, bodáky, meče, dýky, rapíry. Dále sbírka obsahuje halapartny, schránky na náboje, kleště na odlévání kulí a další vojenskou výzbroj.
Sbírka skla prezentuje proslulý český křišťál, který se vyráběl v nedalekých lokalitách Orlických hor. Předměty ze skla jsou zhotoveny různými technikami, zdobené ruční malbou i velmi oblíbeným rytím, nejhojněji je zastoupeno období baroka, druhého rokoka, biedermeieru a secese.
Ve sbírce nábytku je bohatě zastoupen intarzovaný leštěný nábytek, a to především komody, sekretáře, skříně a stoly. Převážně dokladující měšťanský interiér 19. století. Určité zpestření představuje ve sbírce sedací souprava ze dřeva připomínajícího eben, zhotovená v Indii ve státu Pandžáb.

### Etnografické sbírky
Etnografická sbírka obsahuje početnou skupinu předmětů, čítající více než tři tisíce kusů. K nejcennějším patří sbírka lidového malovaného nábytku, kolekce perníkářských forem, kralických betlémů, krojů z různých regionů, vyšívaných čepců, jedlinských hraček, vlasových šperků, kolekce šatů, textilních oděvních doplňků, často zdobených bohatou výšivkou. Našli bychom zde také množství řemeslnického a zemědělského náčiní, předmětů ze dřeva, dále zámky, klíče a kování. V oblasti dopravních prostředků jsou zde sáně, kočárky, brusle i lyže.

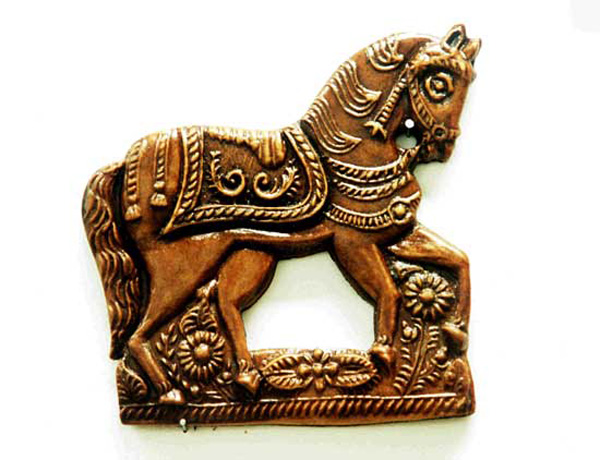
Staročeský vytlačovaný perník

### Výtvarné umění
Sbírka výtvarného umění obsahuje více než jeden tisíc kusů sbírkových předmětů, je tvořena obrazy, grafikou a plastikami. Její největší část tvoří díla regionálních malířů s motivy z Orlických hor, církevní plátna a portréty významných měšťanů.

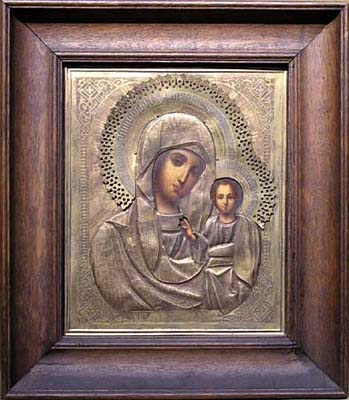
Madona s dítětem

K nejstarším souborům výtvarného umění patří 12 deskových obrazů Křížové cesty od neznámého autora, vznik je datován do roku 1680. Bohatě je zastoupen měšťanský portrét malířů Jana Umlaufa (1825–1916) z Kyšperku, Jaromíra Čížka (1890–1916) ze Žamberka, Josefa Ženíška (1855–1944) z Prahy, Karla Josefa Novotného (1803–?) z Opočna, Christopha Franka (1787–1822) z Chebu a Antonína Volkmera (1813–1858) z Orliček u Jablonného nad Orlicí. Ve sbírce jsou dále práce Karla Nejedlého (1873–1927) a Ludvíka Vacátka (1873–1956).
Významný celek dále vytvářejí krajinomalby a obrazy z Orlických hor od Karla Ledvinky, Jana Trampoty, Vratislava Trampoty, Oldřicha Hlavsy, Aloise Krčmáře, Kárla Hódra, Julie Krčmářové a Miloslava Holého. Podobu Žamberka zachycují litografie Martina Tejčka (1781–1841), dále rytiny zhotovené podle předloh Jana Venuta (1743–1830) a kresby G. Opolzera.
Ve sbírce plastik bychom našli řadu hodnotných barokních plastik neznámých tvůrců, její jádro tvoří soubor dřevěných polychromovaných plastik v životní velikosti vytvořený pro Alliprandiho chrám Nanebevzetí Panny Marie v Neratově od H. Hennruha. Nejmladší plastiky tvoří práce ak. sochaře Františka Rouse ml., Josefa Kotyzy, Leoše Kubíčka a Gustava Rouse.

### Sbírky z oblasti historie farmacie

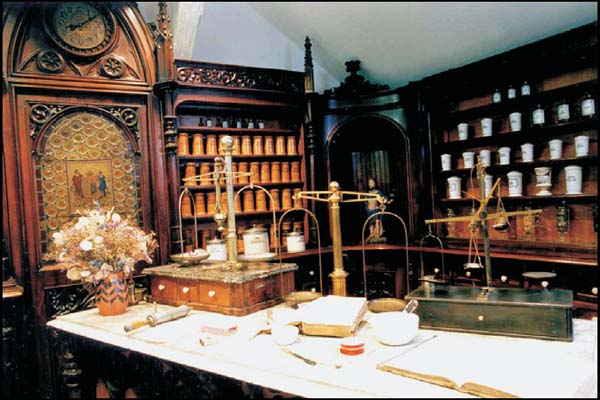
Erxlebenova novogotická lékárna

Chloubou sbírek žamberského muzea je oficína Erxlebenovy novogotické lékárny, vybavená bohatou škálou dalších předmětů, bez nichž by se lékárník a magistr farmacie neobešel. Tvoří ji více než 220 stojatek, laboratorní váhy a ruční vážky, hmoždíře, prachovnice, pilulkovnice i sušáky. Lékárna byla zhotovena na přání Eduarda Norberta Erxlebena v 90. letech 19. století. Půvabná repozitoria, zdobená řezbou s novogotickým tvaroslovím, vytvářejí skutečně hodnotný soubor, který je pravděpodobně jediným dochovaným exemplářem lékárny v novogotickém stylu ve sbírkách českých muzeí.

### Fotoarchiv
Tento fond patří ve sbírkách k nejpočetnějšímu, zahrnuje více než 8000 evidenčních čísel. Jeho součástí jsou negativy a pozitivy.

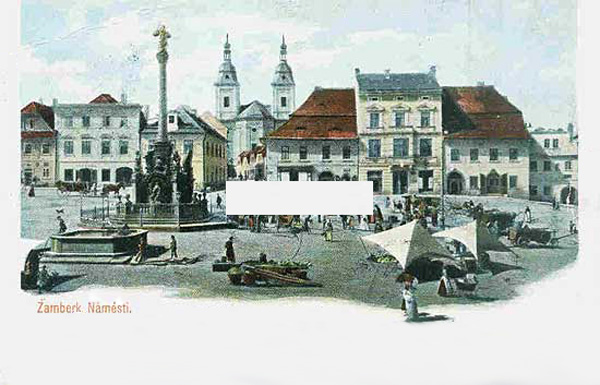
Žamberské náměstí kolem roku 1905
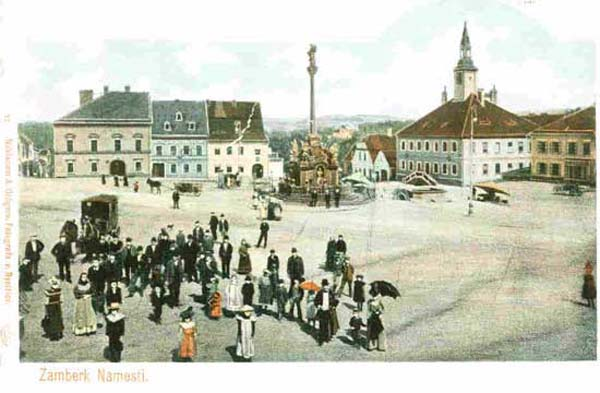
Žamberské náměstí z počátku 20. století
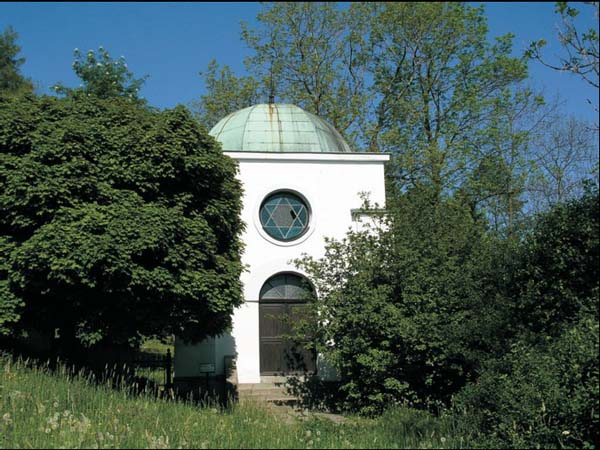
Židovská hřbitovní kaple z let 1931 až 1932

Námětově fotografie přinášejí tematiku převážně z portrétní fotografie, společenské a historické události Žamberka a okolí, proměny budov, památek i přírody Orlických hor. Jako autoři fotografií jsou zastoupeni Antonín Chramosta, Jan Umlauf, Woldemar Richard Mazura, A.F. Grifkowski, Valdemar Mazura, Jan Kohout, Jan Juliš, F. Balcar, ze současníků Hana Sklenková, Martin Sklenka, Jiří Merganc a Jiří Šulc. Specifickou podskupinu tvoří archiv pohlednic, zachycující historické podoby Žamberka, významné budovy a památkové objekty. Nejbohatší soubor pohlednic tvoří pozůstalost V. R. Mazury a Valdemara Mazury.

## Stálé expozice

### Stálá expozice muzea
Stálá expozice dokladuje historii města a rozvoj lidových i uměleckých řemesel na Žambersku. Chloubou našich sbírek jsou práce řezbářů, sklářů, kovářů, hrnčířů i zámečníků. V Žamberku byla provozována také řemesla, která pečovala o jistý luxus obyvatel. Tak vedle pekařů tu byli zastoupeni také perníkáři a koláčníci, vedle krejčích rukavičkáři a vlásenkáři. Pokud se rádi oblékáte a patříte k obdivovatelům textilu, pak Vás v expozicích potěší měšťanské šaty, zástěry, špenzry, šperky, bohatě vyšívané čepce, slunečníky, vějíře a další oděvní doplňky z období druhého rokoka, biedermeieru i secese.
V Orlických horách se vyráběl proslulý český křišťál. O mistrovství zdejších sklářů Vás přesvědčí nádherné vítací poháry, číše, holby, karafy, nádoby na bowli, i žertovné předměty ze skla – „kutrolfy“. Jsou vyrobeny ze skla čirého, rubínového, kobaltového mléčného i uranového. Jsou zastoupeny v pestré tvarové rozmanitosti, zdobeny optiškou, ruční malbou pestrými emailovými barvami, zlatem, vrstvením, rýhováním i rytím.
K velmi vzácným dokladům práce sochařské patří soubor barokních dřevěných polychromovaných plastik. Významnou kolekcí je soubor ztvárňující sv. Václava, sv. Víta, sv. Jana Nepomuckého a sv. Vojtěcha. Tento soubor Patronů české země byl vytvořen litomyšlským sochařem Václavem Hennruhem pro chrám Nanebevzetí Panny Marie v Neratově v 80. letech 18. století. Bohatě je ve sbírkách zastoupena také tvorba ak. sochaře Františka Rouse ml., dále Leoše Kubíčka, Josefa Kotyzy i ak. sochaře – medailéra Zdeňka Kolářského.
Erxlebenova novogotická lékárna
Milovníkům slohového nábytku nabízejí expozice muzea ukázky renesančního, barokního, druhorokokového, biedermeierovského i secesního nábytku. Oblibu nábytku z exotických zemí ve sbírce dokladuje nábytek zhotovený v Indii ve státu Pandžáb, sedací souprava je zdobena nádhernou řezbou připomínající krajku, vzácné dřevo imituje eben. Žamberské muzeum nabízí také kolekce luxusního nábytku a dekorativních předmětů z řezbářské dílny žamberského řezbáře Josefa Rouse. Doménou jeho práce byla schopnost osvojit si tvarosloví různých historických slohů, v nichž pak pracoval. Jeho zcela unikátní prací je „lovecká skříň“ s výjevy z lesního interiéru, provedenými v hluboké i nízké řezbě. Skříň byla zhotovena na zakázku Oskara Parishe pro žamberský zámek.
Velmi zajímavou sbírku z oboru historie farmacie představuje Erxlebenova novogotická lékárna z 90. let 19. století. V českých muzeích je pravděpodobně jediným dochovaným exemplářem oficíny v novogotickém stylu. Byla zhotovena se vkusem a citem. Štíhlé věže, lomené oblouky i gotická sanktuária vytvářejí iluzi chrámu, kde návštěvník mohl léčit nejenom tělo, ale také ducha. Je doplněna dřevěnými, porcelánovými i skleněnými stojatkami, litinovými i porcelánovými hmoždíři, pilulkovnicí i ručními vážkami.
Ve stálé expozici najdete také ukázky lidového malovaného nábytku. Jako výtvarný projev stál lidový nábytek dlouho na okraji zájmu historiků umění. Truhly, skříně, kolébky i hodiny, dokladují bohatou invenci i smysl pro krásu. Každý exemplář lidového nábytku je individuálně odlišným originálem, který zaujme svým pojetím, dekorem a barevností. Pro milovníky zcela netradičních sbírek nabízí muzeum voskové masky voskaře a perníkáře Karla Mazury (1798–1851). Díky Mazurovu rodu byl zachován vskutku jedinečný soubor dokladující podobu živých i neživých lidí i soubor náčiní, které Karel Mazura ke své práci potřeboval. Jeho úsilí tak navazovalo, v době kdy lidstvo ještě neznalo fotografii, na umění Madame Tussaud, která byla pověřena veliteli Francouzské revoluce zachováním podob gilotinovaných.
Významným žamberským rodákem byl profesor Eduard Albert, přednosta chirurgické kliniky ve Vídni, jemu je věnována část expozice s názvem Eduard Albert ve službách života, Albertův přínos medicíně 2. poloviny 19. století.
Na Vamberecku a Žambersku se po staletí pěstovalo krajkářství. Nádhernými krajkami byl zdoben nejen měšťanský šat, ale také podorlický kroj. Toto ušlechtilé řemeslo přinesla do nedalekého Vamberka Belgičanka – hraběnka Magdaléna Grambová z Maldeku. Stala se chotí Kašpara z Grambů, který se od roku 1627 stal pánem na Vamberku. Hraběnka Magdaléna ovládala ruční paličkování flanderských krajek. Nejprve naučila tomuto uměleckému řemeslu úzký okruh dívek ve své blízkosti a později se postarala o jeho rozšíření do okolních měst a vesnic. Na české půdě pak krajka získala svébytnou českou ornamentiku. Krajkářství se v Orlických horách pevně zakořenilo. Obor ručně paličkovaná krajka v Žamberku vyučuje v současné době v ZUŠ Petra Ebena a výtvarnice Majka Poludová.
Pozornost všech návštěvníků vzbuzuje expozice betlémů. Jedinečnou prací je Jedličkův mechanický figurkový betlém. Jeho tvůrce Ferdinand Jedlička, profesí soustružník dřeva, na něm pracoval postupně téměř celý život. Nejprve zhotovil malý skládací betlém, k němu postupně přidával další a další figurky a stavby. Počtem 230 figurek se řadí k velkým betlémům, dokončen byl ve 30. letech minulého století.
V muzeu máme také doklady o tom, že se zdejší šlechta a zámožní měšťané uměli bavit. Okolní lesy byly centrem proslulé honitby. Nejednu místnost zdejšího zámku kdysi zdobily lovecké trofeje. Aby mohli měšťané změřit své síly, nechávali si zhotovit střelecké spolky malované střelecké terče. Jejich malá kolekce je začleněna do stálé expozice muzea. Stěžejní význam má střelecký terč z roku 1826, který byl pořízen u příležitosti reorganizace střeleckého spolku, jeho patronem se stal John Parish, majitel žamberského panství.
Další ucelený soubor ve sbírkách tvoří památky na židovskou komunitu. Její příchod spadá do 2. poloviny 17. století a dnes ji připomínají předměty, které patřily neodmyslitelně k jejich životu – tality, kipy, pláštíky na tóru, ukazovátka, poháry na kiduš. V těsné blízkosti muzea je také místo jejich posledního odpočinku – židovský hřbitov s nejstarším dochovaným náhrobkem z roku 1731 a s obřadní místností, v níž jsou ve stručnosti zpracovány dějiny této komunity. Hřbitov sám je ukázkou cenné práce kamenosochařské.

### Stálá expozice v domku Prokopa Diviše
Pod správu muzea patří také Domek Prokopa Diviše, vynálezce zemněného bleskosvodu, na okraji Žamberka.

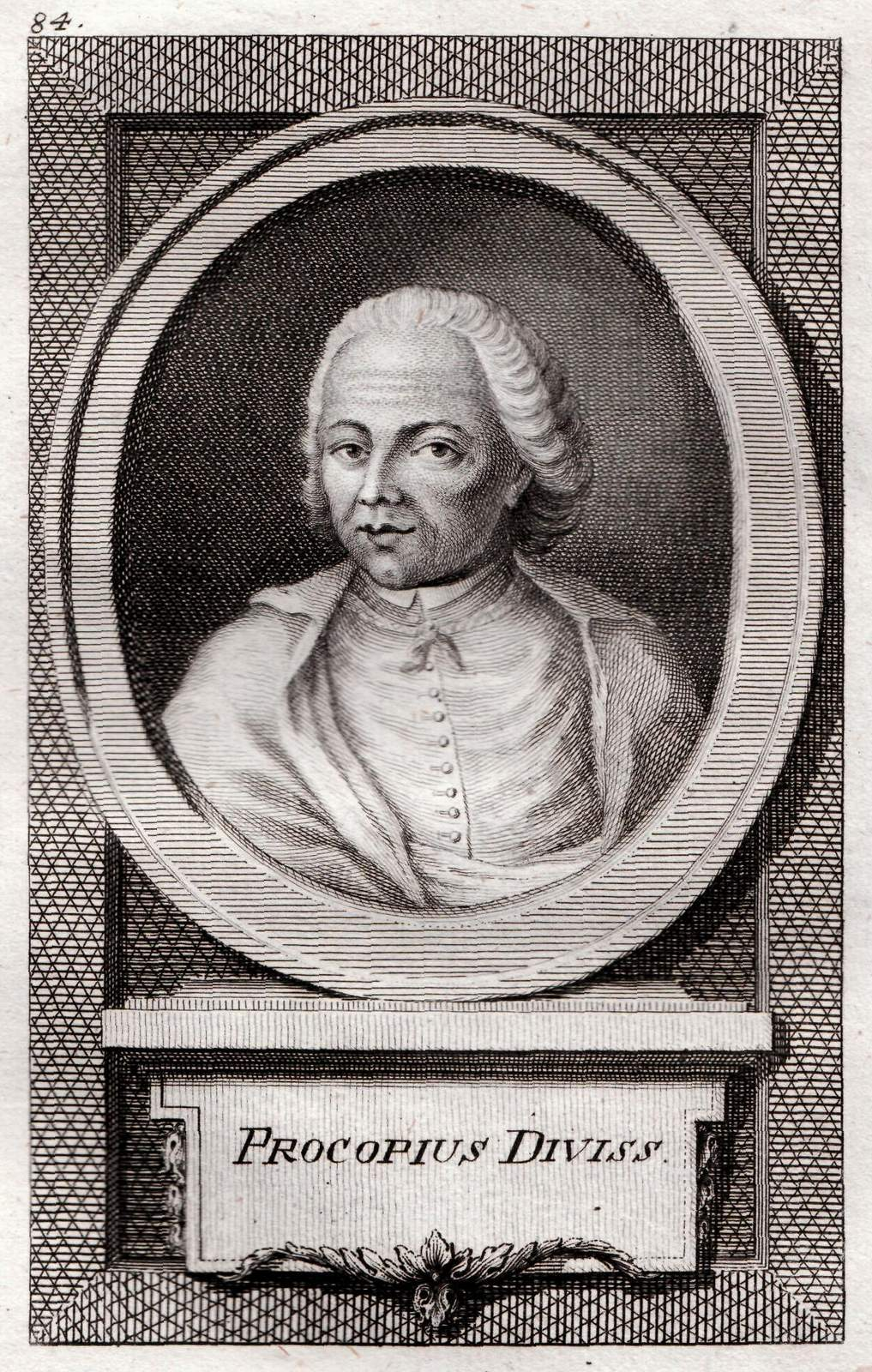
Václav Prokop Diviš, vynálezce bleskosvodu
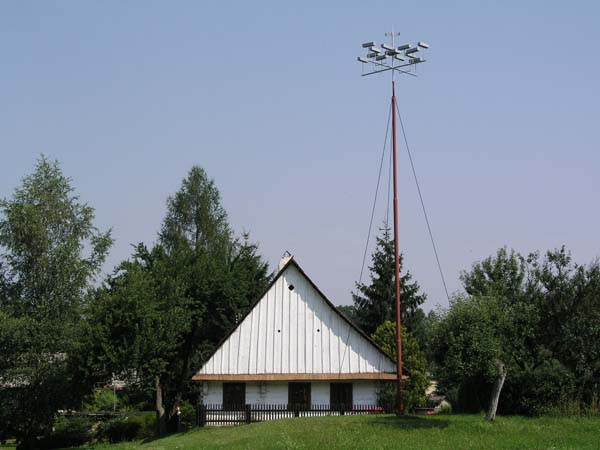
Domek Prokopa Diviše s bleskosvodem
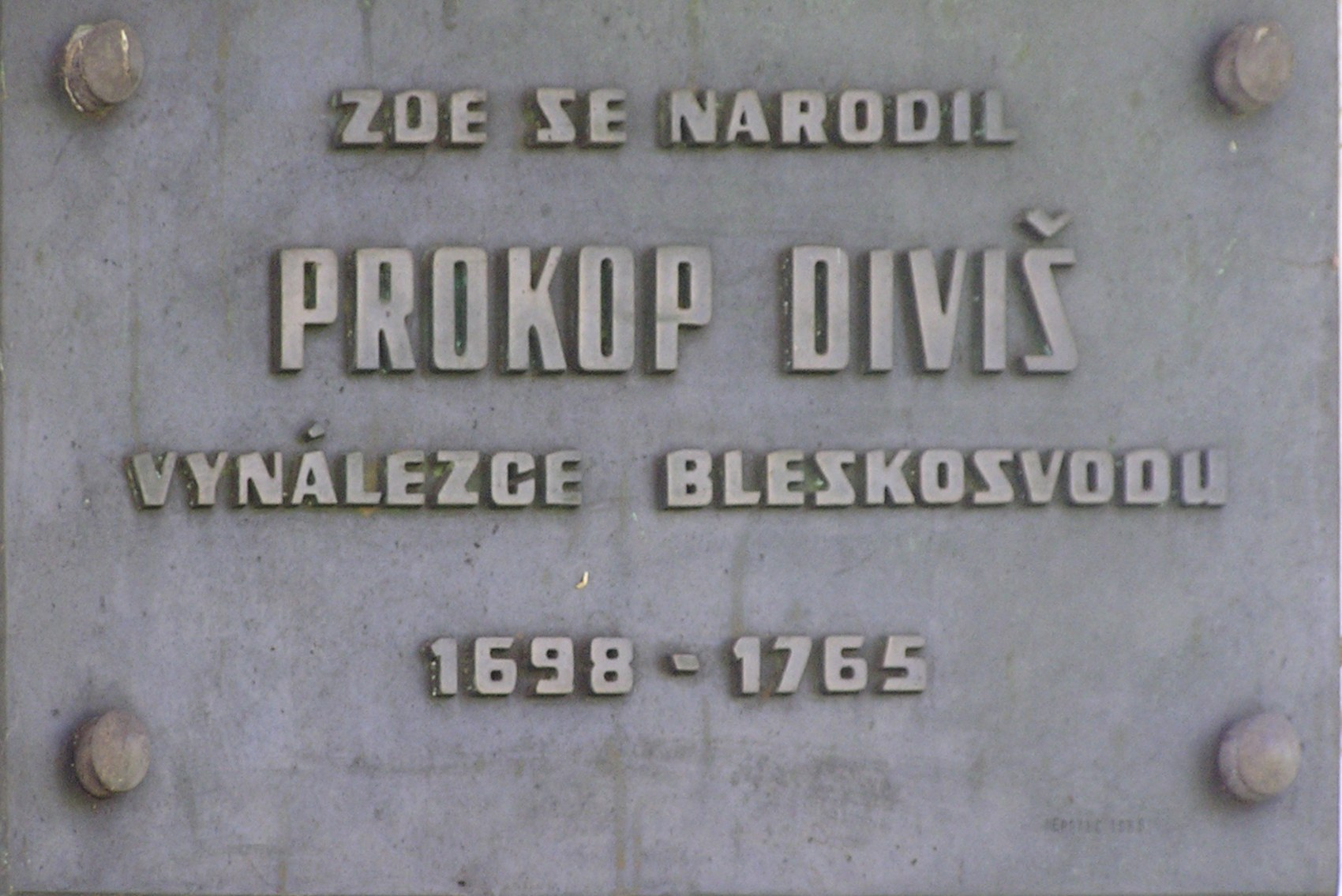
Pamětní deska na domku Prokopa Diviše

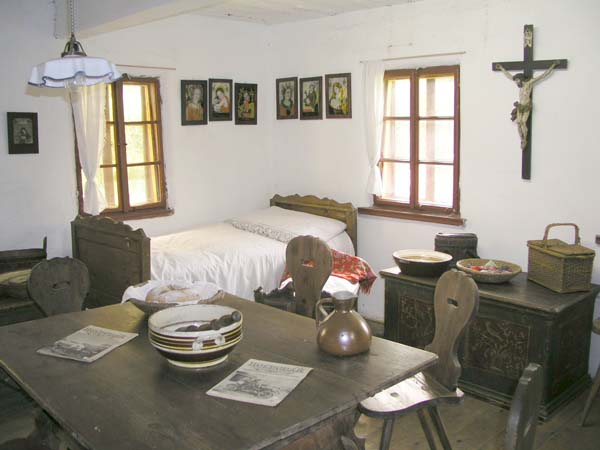
Domek Prokopa Diviše – interiér
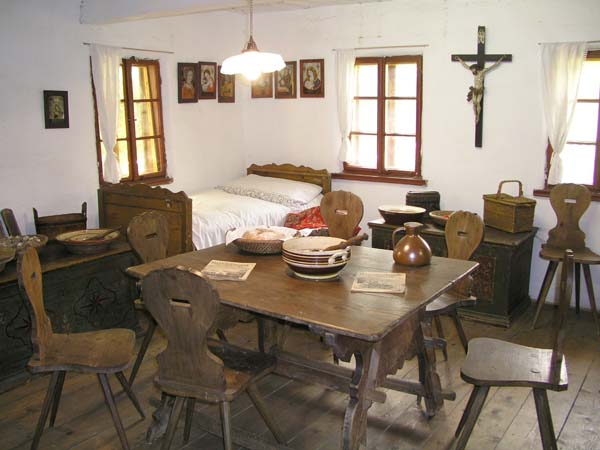
Domek Prokopa Diviše – interiér
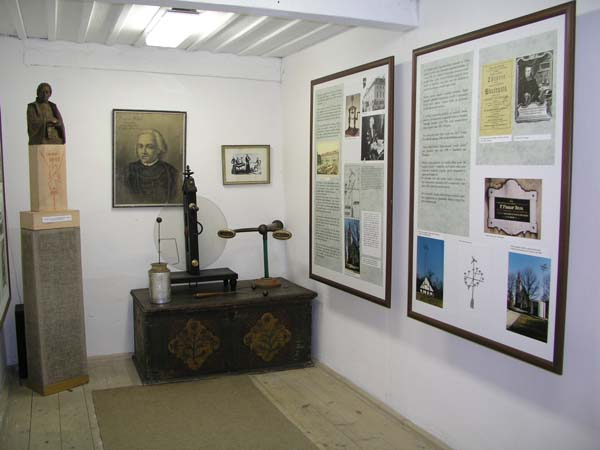
Domek Prokopa Diviše – interiér

Nevelká stálá expozice zahrnuje prostou světnici malozemědělské usedlosti tak, jak mohla vypadat v době, kdy se zde Diviš narodil. Druhá část se věnuje všem důležitým údobím, zejména jeho cestě za vzděláním i dráze premonstrátského kněze a badatele.
Jsou zde také repliky přístrojů, se kterými Diviš prováděl pokusy na císařském dvoře před císařovnou Marií Terezií a Františkem Štěpánem Lotrinským – hlavice zemněného bleskosvodu, leydenské lahve a třecí elektrika. Najdete zde i fotofaksimile záhlaví jeho spisu Magia Naturális, který Diviš dedikoval samotné císařovně Marii Terezii.

## Svátky dřeva v Žamberku
Tradici si získaly Svátky dřeva, které se konají každoročně v měsíci červnu a jsou příležitostí k prezentaci žijících i nežijících mistrů řemesel zpracovávajících dřevo. Každý z ročníků získává jiné zaměření, mezi nejčastěji zastoupenými řemesly jsou řezbáři, betlémáři, loutkáři, hračkáři, soustružníci dřeva, pilaři, zhotovitelé ručně štípaného šindele a intarzisté. Svátky dřeva v Žamberku za necelé desetiletí své existence značně překročily svou působností hranice regionu. Každoročně se během tří dnů jejich konání sjíždějí do Žamberka lidé z širokého okolí.

### Řezbáři

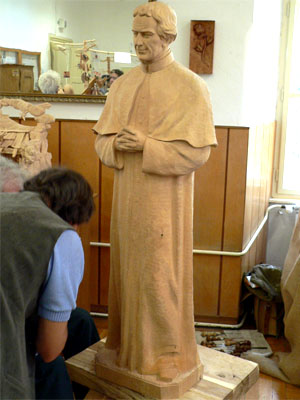
Řezbář Jan Rejman Bosco
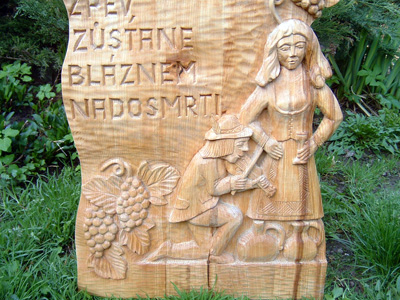
Řezbář Jar.Buncko bláznem
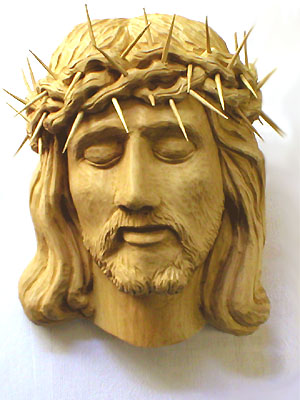
Řezbář Petr Steffan Kristus
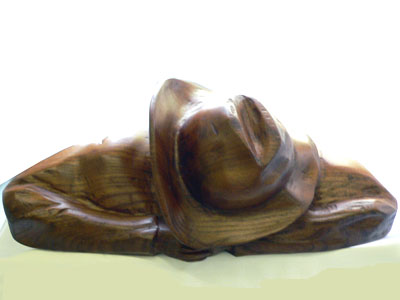
Řezbář Vlad.Sedláček spáč

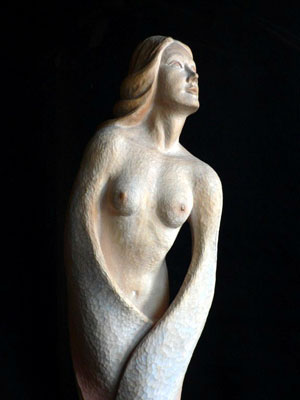
Řezbář Bedřich Šilar dívka
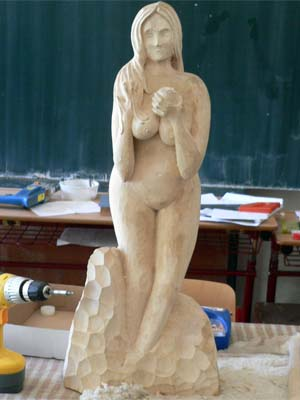
Řezbář Ing. Stan.Cukor Eva
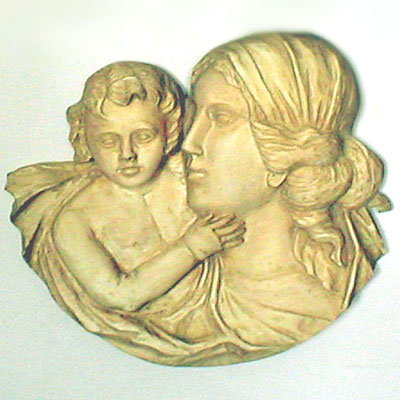
Řezbář Václav Fait mateřství

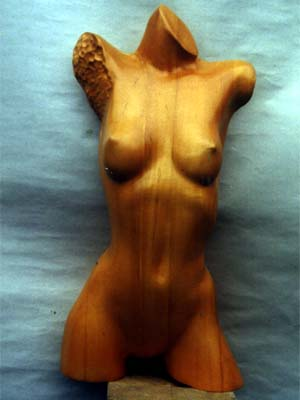
Řezbář Štefan Hrudka torzo
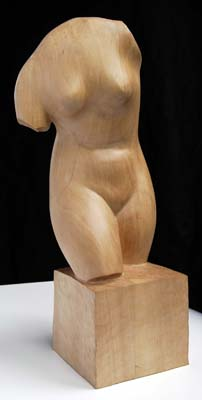
Řezbář Jiří Pecháček torzo
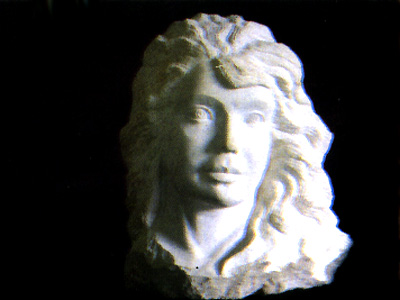
Řezbářka Jana Rejmanová portrét
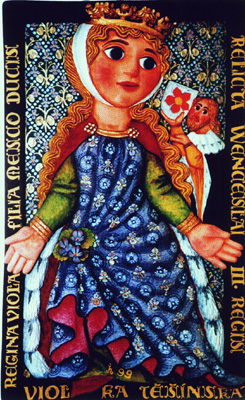
Řezbářka a malířka Jarmila Haldová Viola

### Řezbáři s motorovou pilou, betlémáři a loutkáři

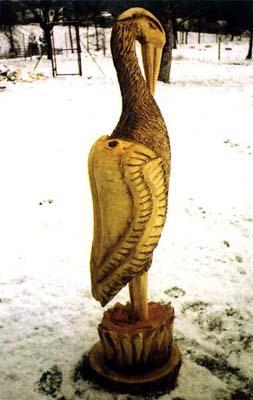
Pilořezba Jar.Pecháček kormorán
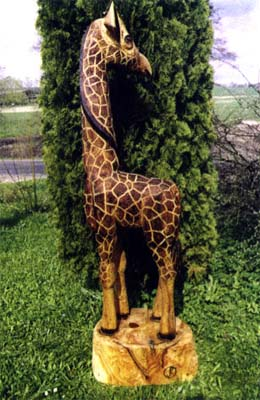
Pilořezba Jan Rázek žirafa
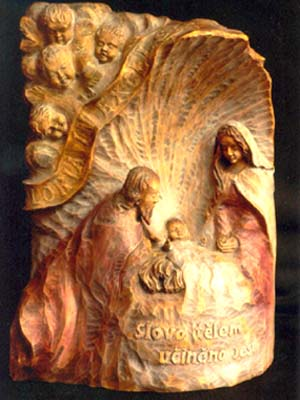
Betlém Bedřich Šilar slovo tělem učiněno jest
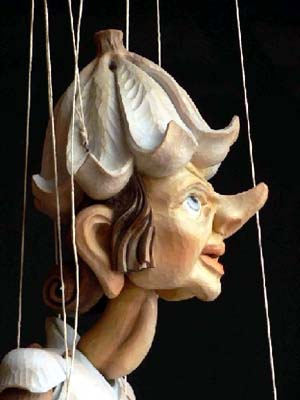
Loutkář Bedřich Šilar Zvoneček

### Tvůrci masek, intarzisté a malíři na dřevo a sklo

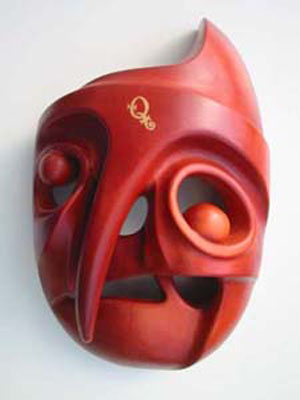
Masky Miroslav Tříska
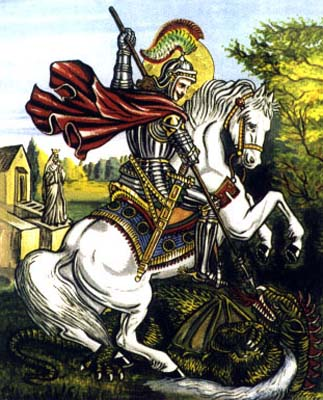
Malby Václav Hejnák Sv. Jiří
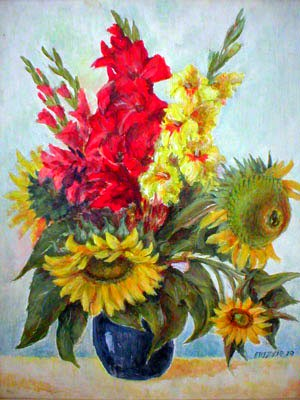
Malby Ing. Frant. Trejtnar kytice

### Soustružníci dřeva a výrobci hraček

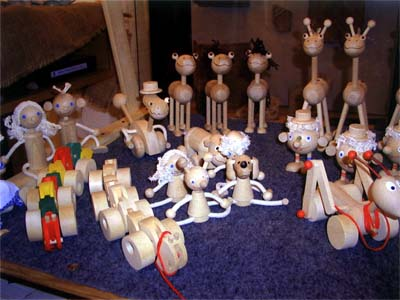
Hračky Lad.Chládek krušnohorská hračka

### Výrobci šperků a zbraní, výrobci a restaurátoři hudebních nástrojů, modeláři a další

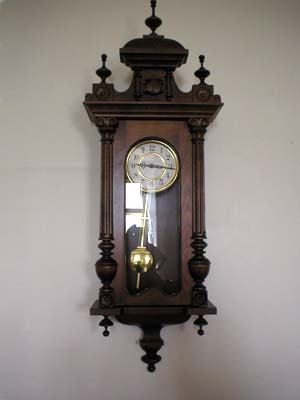
Restaurování Martin Šulc hodiny
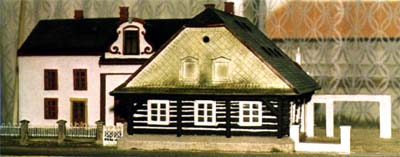
Modely Robert Semerák Rousův domek
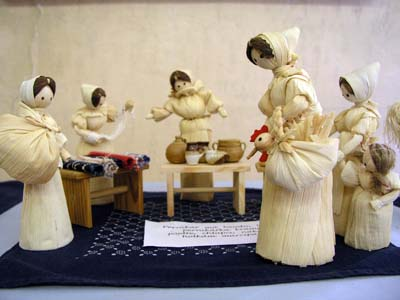
Výtvarnice A.Tschöpová postavičky ze šustí

### Výrobci a restaurátoři slohového, dobového, moderního a uměleckého nábytku

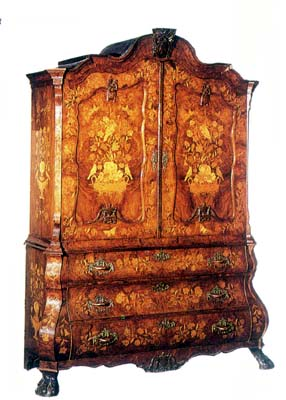
Nábytek z muzea skříň
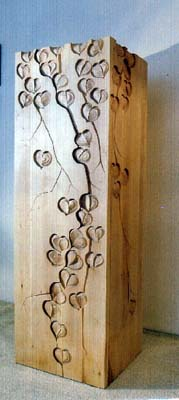
Nábytek Bronislav Starý sekretář

### Stavitelé roubených staveb, restaurátoři historických staveb a další
Jsou mezi nimi i držitelé titulu Mistr lidových tradic, jako např. Ladislav Chládek, Zdeněk Bukáček nebo Štefan Kanaloš. Mnozí z nich dojíždějí se svými exponáty do Žamberka z míst značně vzdálených. Ladislav Chládek dojíždí z Výprachtic, Zdeněk Bukáček z Krouné, Jan Rejman z Vysokého Mýta a Štefan Kanaloš z Ostravy. Miroslav Tříska dojíždí až z daleké Plzně, Jaroslav Buncko z Rajhradic, Petr Štefan z Městečka Trnávka, Bedřich Šilar z Lanškrouna a Jan Vokoun z Třebechovic pod Orebem. Ing. arch. František Trejtnar dojíždí z Hradce Králové, Václav Hejnák z Výprachtic, Lada Rejmanová z Vysokého Mýta a Jan Mařík z Dolní Dobrouče. Jarmila Haldová dojíždí ze Sedloňova, Vlastimil Hejl z Letovic, Jiří Ondra z Moravské Třebové, Jan Ježek z Dobrušky, Zdeněk Boženík z Bruntálu a Zdeněk Fousek ze Svineckých dvorů.

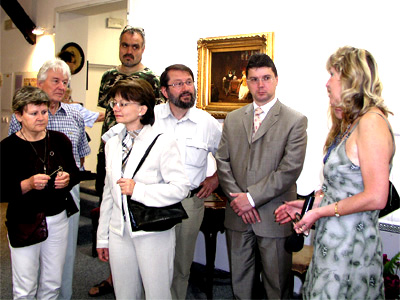
Starosta Mgr.Kalous ředit.muzea Dr.Otavová
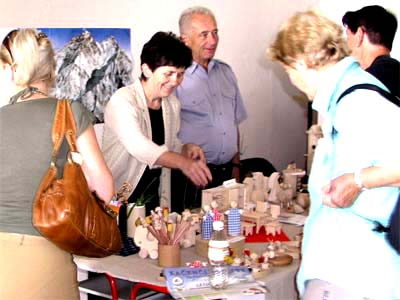
Manželé Chládkovi
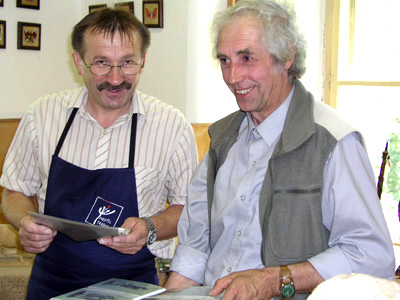
Hračky Zdeněk Bukáček řezbář Jan Rejman
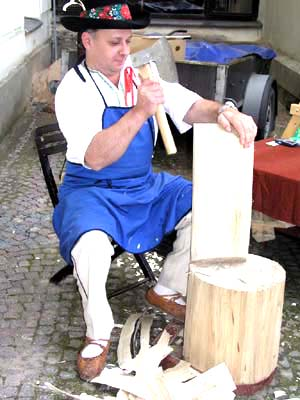
Korytář Štefan Kanaloš

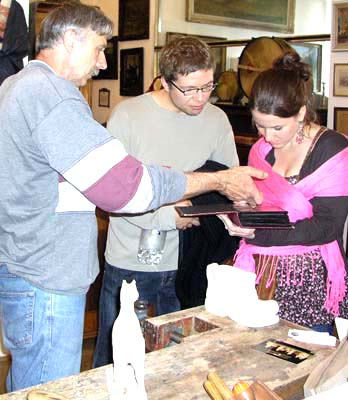
Řezbář Štefan Hrudka Mir.Tříska s partnerkou
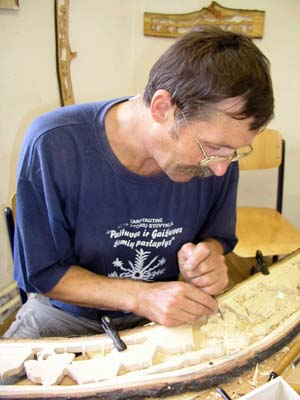
Řezbář Jaroslav Buncko
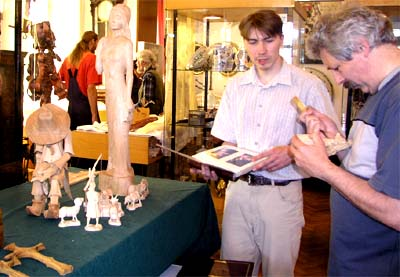
Řezbáři Bedřich Šilar a Petr Steffan
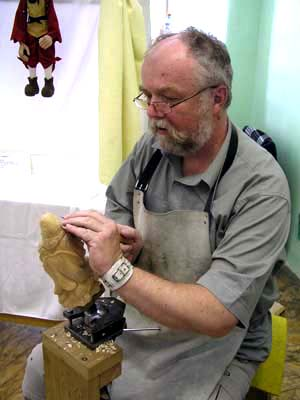
Řezbář Jan Vokoun

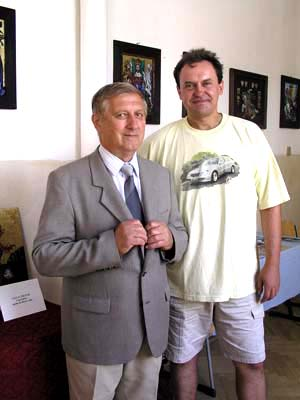
Malíři Ing. Frant. Trejtnar Václav Hejnák
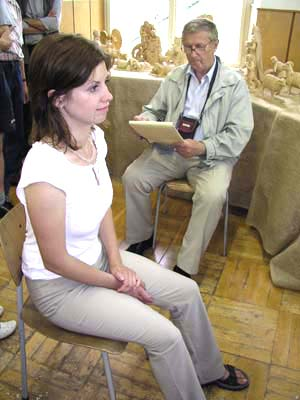
Malíř Ing. Frant. Trejtnar maluje Ladu Rejmanovou
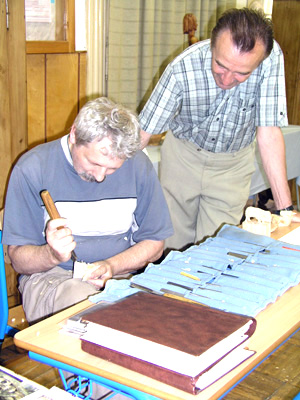
Řezbář Bedřich Šilar soustružník Lad.Faltus
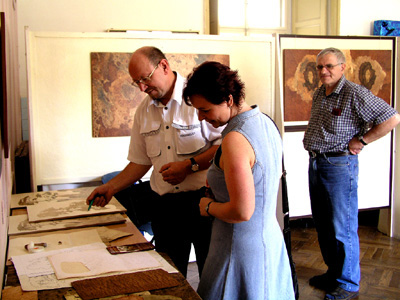
Intarzista Jan Mařík